# Università di Losanna

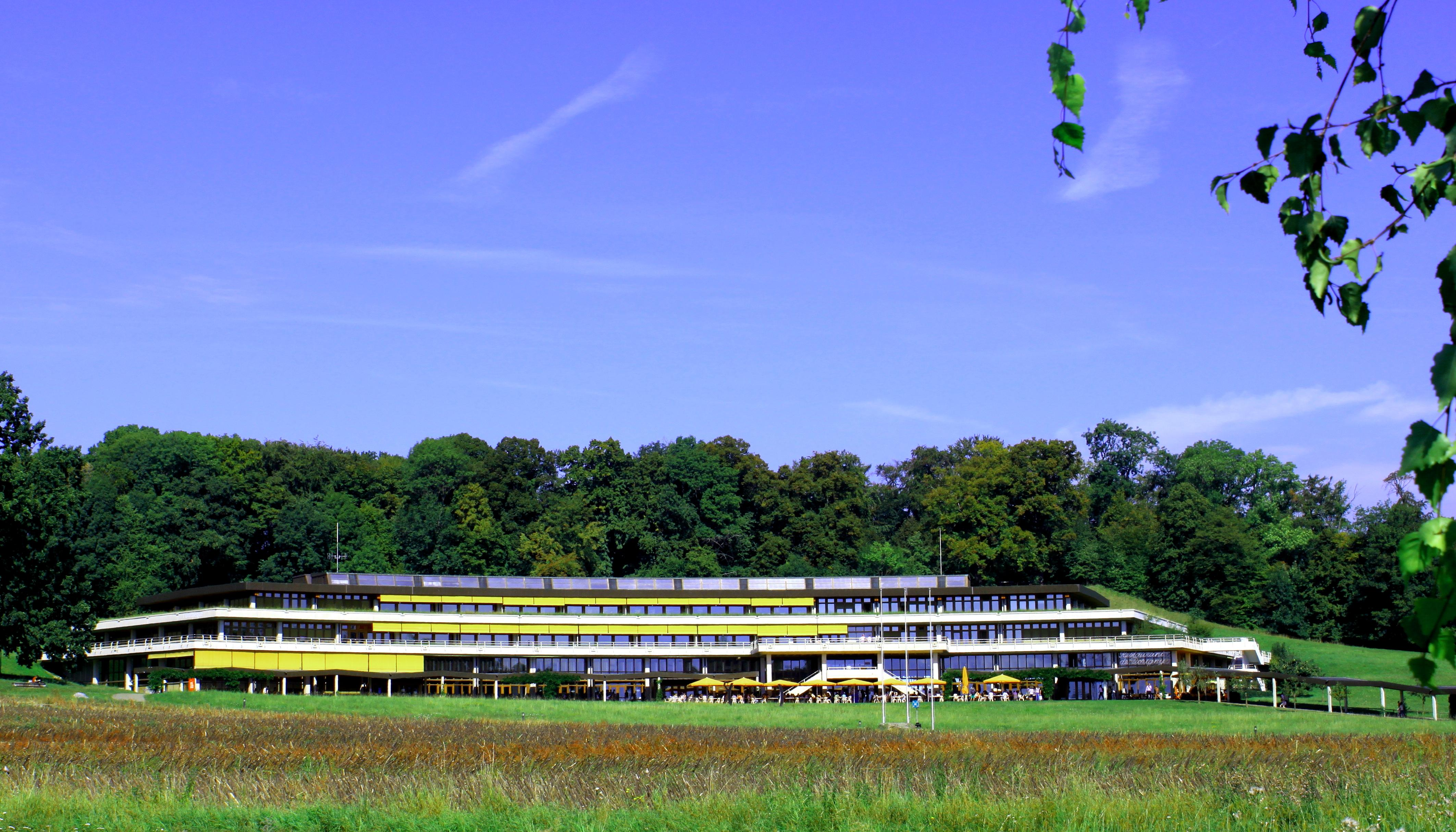

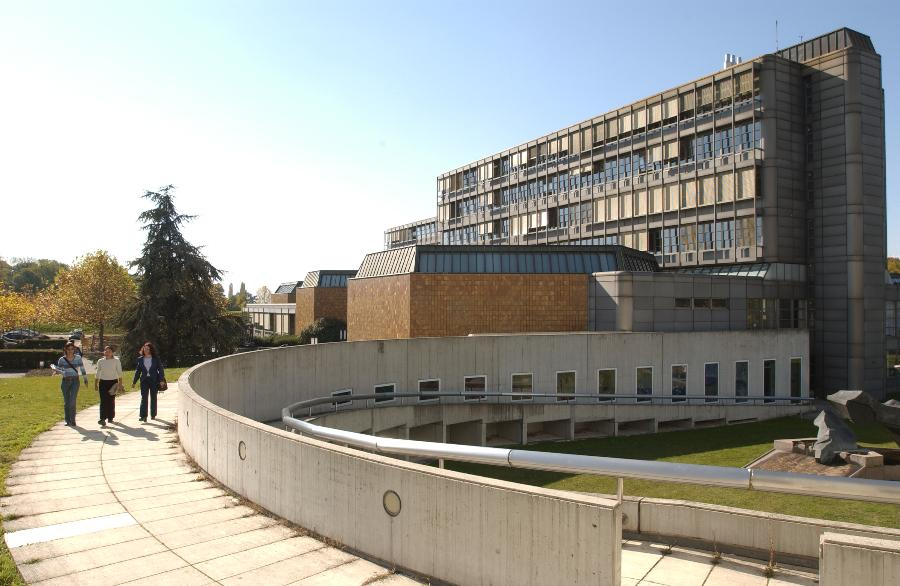

L´Università di Losanna (UNIL) è un'università di lingua francese e si trova nella città svizzera di Losanna.

## Struttura
L'UNIL è divisa in tre sedi. La maggior parte delle infrastrutture si trova a Dorigny, sulle rive del lago Lemano
L'università è divisa in sette facoltà (Lettere, Diritto e Scienze criminali, Scuola di Alti Studi Commerciali, Scienze sociali e politiche, Teologia, Biologia e Medicina, Scienze geologiche e ambientali). Collabora e condivide alcune infrastrutture con la Scuola politecnica federale di Losanna (EPFL). 
Dal 2014 comprende l'Istituto superiore di studi in amministrazione pubblica.